# Myrmecophila wendlandii
Myrmecophila wendlandii är en orkidéart som först beskrevs av Heinrich Gustav Reichenbach, och fick sitt nu gällande namn av George Clayton Kennedy. Myrmecophila wendlandii ingår i släktet Myrmecophila och familjen orkidéer. Inga underarter finns listade i Catalogue of Life.